# Comissão Interministerial para os Recursos do Mar
A Comissão Interministerial para os Recursos do Mar (CIRM) é um órgão do governo brasileiro para a coordenação das políticas costeiras e marítimas. Ele conecta representantes dos ministérios, governos estaduais e municipais, instituições de pesquisa e entes privados envolvidos na implementação das políticas do setor, que não é centralizada. A Comissão assessora o Presidente da República na execução da Política Nacional de Recursos do Mar (PNRM) e propõe suas linhas gerais e possíveis mudanças. A PNRM é executada através dos Planos Setoriais para os Recursos do Mar (PSRM), editados a cada quadriênio, para os quais ela desenvolve e acompanha programas comuns e setoriais. Desta forma, ela é um dos principais responsáveis pela governança oceânica no Brasil.
A CIRM foi instituída em 1974 sob a coordenação do então ministro da Marinha, atual comandante da Marinha do Brasil, representado por um oficial da ativa que também ocupa a chefia da Secretaria (SECIRM). A Secretaria tem autonomia na contratação de pessoal técnico e administrativo. Os ministérios participantes da Comissão em 2019 eram os da Justiça e Segurança Pública, Defesa, Relações Exteriores, Economia, Infraestrutura, Agricultura, Pecuária e Abastecimento, Educação, Cidadania, Saúde, Minas e Energia, Ciência, Tecnologia e Inovação, Meio Ambiente, Turismo e Desenvolvimento Regional, além da Casa Civil da Presidência da República.
O foco dos programas desenvolvidos nos PSRM é historicamente a geração de conhecimento sobre o ambiente marinho e a qualificação de recursos humanos. Os programas científicos nos arquipélagos de São Pedro e São Paulo e Trindade e Martim Vaz, que asseguram a zona econômica exclusiva brasileira ao redor dessas ilhas, são exemplos de iniciativas geridas pela CIRM. Ela também implementa o Programa Antártico Brasileiro (Proantar), o Plano Nacional de Gerenciamento Costeiro (PNGC) e o Plano de Levantamento da Plataforma Continental (Leplac), que deu o fundamento técnico às propostas de extensão da plataforma continental do Brasil.